# Psapp
Psapp (pronuncia: sap) é uma banda de música eletrônica experimental. A banda, uma dupla formada por Carim Clasmann e Galia Durant, são por vezes creditados por terem inventado um estilo musical conhecido como toytronica. 
Pelo grande público, devem ser mais conhecidos por terem composto "Cosy in the Rocket", tema do bem-sucedido drama médico Grey's Anatomy. Algumas de suas canções foram usadas em outros seriados de sucesso, como The O.C., Nip/Tuck e Sugar Rush.

## Discografia

### Álbuns
- Northdown - 2004
- Tiger, My Friend - 2004
- The Only Thing I Ever Wanted - 2006

### EP
- Early Cats and Tracks EP - 2006
- Buttons and War EP - 2005
- Rear Moth EP - 2004
- Do Something Wrong EP - 2003

### Singles
- "Tricycle" - 2006
- "Hi" - 2007

### Bandas sonoras
- Grey's Anatomy Soundtrack (2005)